# 안양박물관
안양박물관은 경기도 안양시 만안구 석수동에 있는 박물관이다.

## 연혁
- 2004년 9월 22일 : 안양역사관 개관
- 2009년 7월 : 특별전 [가려진 아름다움 조선여인의 멋] 개최
- 2013년 6월 : 안양사지 출토 瓦 특별기획전 [천년고찰의 고즈넉함을 거닐다] 개최
- 2016년 5월 23일 : 안양박물관으로 명칭 변경
- 2017년 9월 28일 : 안양박물관 재개관

## 시설
총 3개의 시설이 있다. 그중 특별전시관과 교육관은 김중업건축박물관과 함께 사용한다.

### 안양박물관
김중업이 설계한 유유산업 공장 건물 중 하나로 현재는 안양박물관 상설전시실과 안내데스크, 사무실 등의 공간으로 구성되어 있다. 총 3층이다.

### 특별전시관
김중업이 설계한 유유산업 공장 건물 중 하나로 현재는 안양박물관 상설전시실과 안내데스크, 사무실 등의 공간으로 구성되어 있다. 총 2층이다.

### 교육관
박물관 교육프로그램을 진행하는 공간이다. 총 1층이다.

## 갤러리

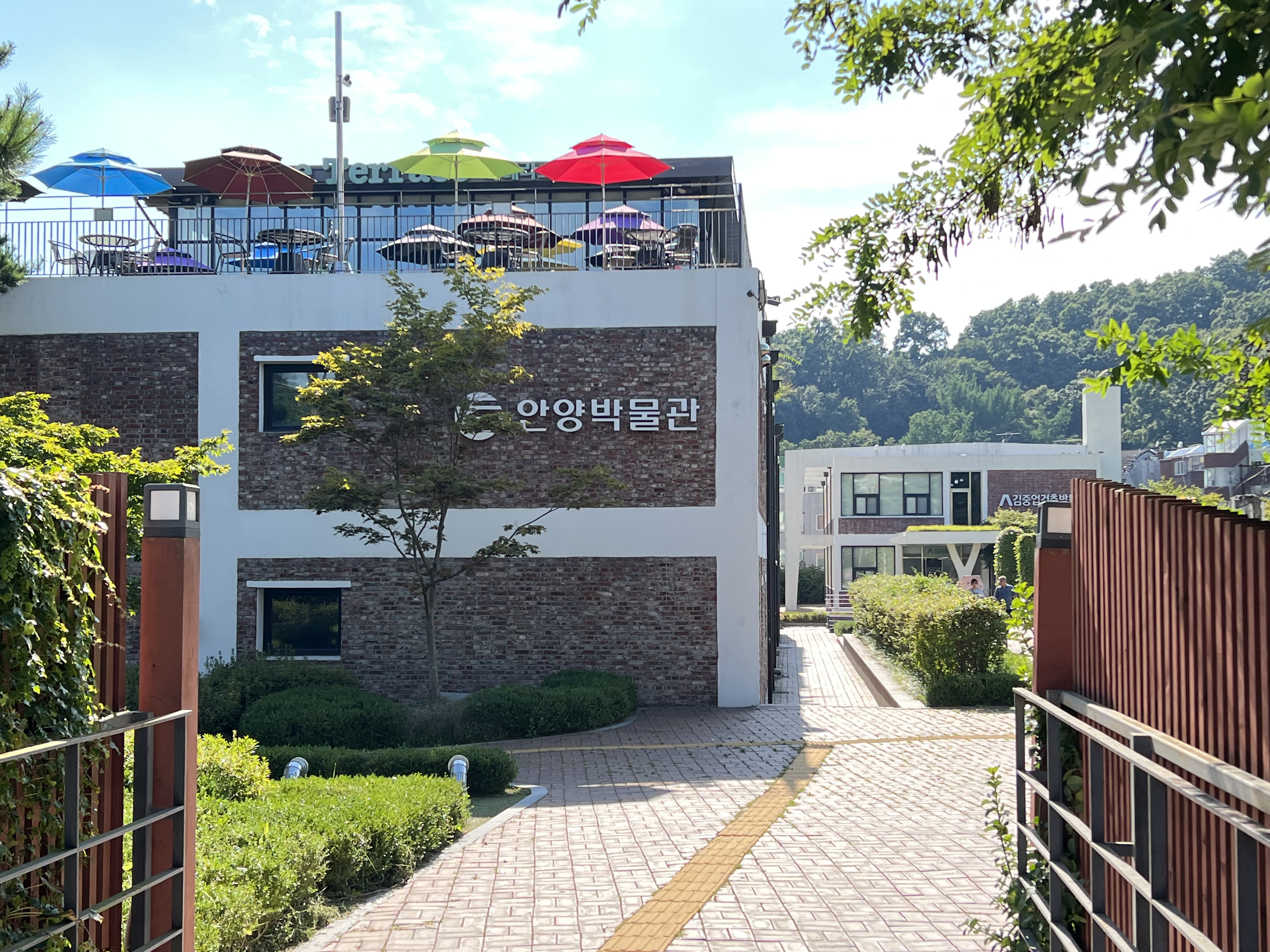
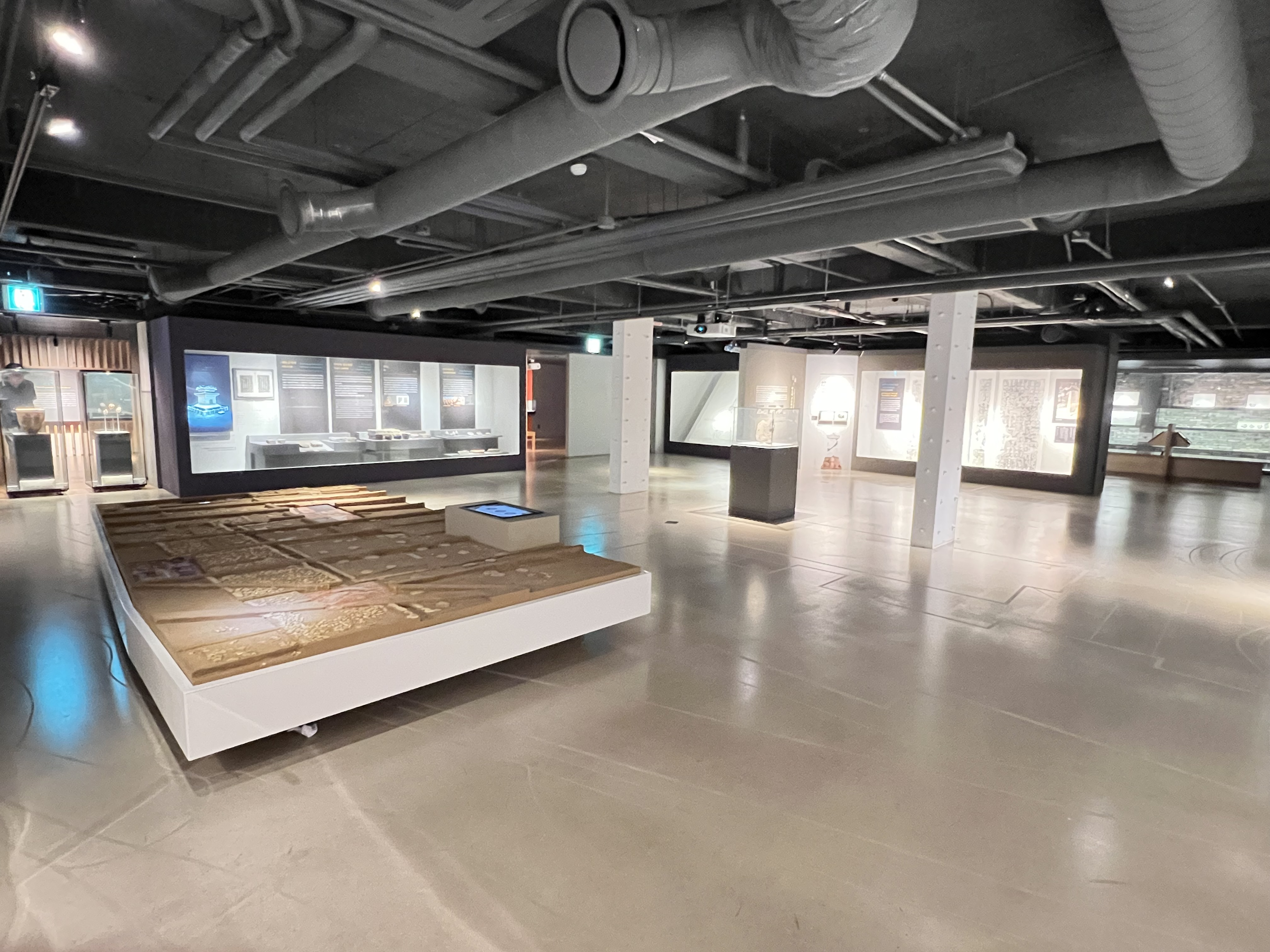

## 인근 시설
- 안양예술공원
- 김중업건축박물관

## 교통
● 수도권 전철 1호선 - 관악역

## 같이 보기
- 김중업건축박물관